# レーゲンスブルク - ヴァイデン線
レーゲンスブルク - ヴァイデン線（レーゲンスブルク - ヴァイデンせん、ドイツ語: Bahnstrecke Regensburg–Weiden）は、オーバープファルツの中心地レーゲンスブルクとヴァイデンを結ぶ幹線鉄道である。レーゲンスブルク - ヴァイデン間ナーブ川に沿って、その区間はナーブ谷線と呼ばれている。

## 沿線概況
レーゲンスブルク - オーバーコツァウ線はレーゲンスブルク中央駅から始まり、まずはパッサウ方面の鉄道と一緒に東に向かう。以後列車はその路線と別れ、西の港を通過し、ドナウ河を渡る。この路線はコンラートジードルング、ヴツルホーフェン、ハスルバッハの市区域を通過し、西北の方に向かい、レーゲン川を沿ってレーゲンスタウフに至る。列車はレーゲンスタウフ駅を出発してレーゲン川を渡り、アウトバーン93号の上を交差してポンホルツの森を貫通する。
シュヴァンドルフ駅はドレスデン - ミュンヘン間の南北線とニュルンベルク - プラハ間の東西線の結び目（Eisenbahnknoten）で、オーバープファルツで重要な駅である。プラハと連結されるシュヴァンドルフ - フルト線はシュヴァンドルフ駅の南側でナープ谷線と合流し、ニュルンベルク - シュヴァンドルフ線はイレンロヘ駅の北側で分岐する。
ナープ川とイレンロヘ駅の以後、この路線はシュヴァルツェンフェルト市場街を貫通してナブルク駅に至る。1994年まではこの路線はシュトゥリン町で旧ナブルク - ショェンゼー線と接続した。列車は続けてナープ川の右岸に沿って、プフライント駅、ヴェアンベルク駅、ルーへ・ヴィルデナウ駅を経てヴァイデン(オーバープファルツ)に向かう。ヴァイデン駅はノイキルヒェン - ヴァイデン線及びヴァイデン - バイロイト線の分岐駅としてオーバープファルツ地方で結び目の役割を果たしている。ヴァイデンには1990年代まで存在した車両基地の他、シュタドラー社が所有する、旅客用客車用途の整備工場がある。

## 歴史
1856年4月12日バイエルン国王のマクシミリアン2世はバイエルン東部鉄道株式会社にレーゲンスブルク - ヴィーザウ - ヴァルトザッセン間の鉄道建設許可を与えた。1859年12月12日レーゲンスブルク - イレンロヘ - ヘアスブルク(ペグニッツ左岸)間が最初に開通され、1863年10月1日イレンロヘ -  ヴァイデン間がイレンロヘ駅から分岐して完工した。1864年8月ヴァイデン - ヴィーザウ - ヴァルトザッセ間が開通され、1865年ヴァルトザッセ - エガー（現在ヘプ）間とホーフ - アシ - エガー間の開業でレーゲンスブルクからホーフまで列車で旅行するのが可能になった。

## 運行形態
レーゲンスブルク - ヴァイデン線の路線は全部地域輸送の路線で、運賃制はレーゲンスブルク運輸連合 (Regensburger Verkehrsverbunds、RVV) により運営される。
- 快速列車（RE 2）: ミュンヘン - フライジング - ランツフート - レーゲンスブルク - シュヴァンドルフ - ヴァイデン - ヴィーザウ - マルクトレドヴィツ - ホーフ。120分ごと。
- 快速列車（RE 25）: ミュンヘン - フライジング - ランツフート - レーゲンスブルク - シュヴァンドルフ - フルト - ドマズリツェ - プルゼニ - プラハ。120分ごと。アレクス社（alex）所属。使用車両はシーメンスER20機関車と制御客車。
- 快速列車（RE 40）: レーゲンスブルク - レーゲンスタウフ - マクスヒュテ＝ハイドホーフ - シュヴァンドルフ - アムベルク - ノイキルヒェン - ハルトマンスホーフ - ニュルンベルク。120分ごと。使用車両はDB612形気動車。
- 普通列車（RB 23）: レーゲンスブルク - レーゲンスタウフ - マクスヒュテ＝ハイドンホーフ - シュヴァンドルフ - イレンローエ - シュヴァルツェンフェルト - ナープブルク - プフライムト - ヴェルンベルク - ルーエ - ルーエ・ヴィルデナウ - ヴァイデン - ヴィーザウ (オーバープファルツ) - マルクトレドヴィツ。60分ごと。オーバープファルツ鉄道（Oberpfalzbahn）所属。使用車両はコラディア・リント41[4]。